# God of War II
God of War II är ett actionäventyrsspel utvecklat av Santa Monica Studio och utgivet av Sony Computer Entertainment (SCE) år 2007 till spelkonsolen Playstation 2 (PS2). Det är den andra delen i God of War-serien men i kronologisk ordning den sjätte, och uppföljaren till God of War från 2005. Spelet är fritt baserat på den grekiska mytologin och utspelar sig i det antika Grekland med hämnd som det centrala motivet. Spelaren kontrollerar huvudfiguren Kratos, som är den nye krigsguden efter att han dräpt den tidigare krigsguden Ares. Kratos förråds av de olympiska gudarnas konung Zeus, vilken fråntar honom hans gudomlighet och därefter dödar honom. Kratos dras sakta mot underjorden men räddas av titanen Gaia, som ger honom uppdraget att leta reda på ”the Sisters of Fate” (Ödesgudinnorna), då de kan ge honom kraften att resa tillbaka i tiden, förhindra hans död och hämnas på Zeus.
Spelet påminner mycket om det föregående spelet och fokuserar på kombinationsbaserade strider som utkämpas med spelarens främsta vapen – Blades of Athena - och sekundära vapen som förvärvas under spelets gång. Det innehåller så kallade "Quick Time Events" (QTE), som kräver att spelaren slutför olika spelkontrollshandlingar i en bestämd tidsordning för att kunna besegra mäktigare fiender och bossar. Som valbara stridsalternativ har spelaren upp till fyra magiska attacker och en effekthöjande förmåga. Spelet innehåller även pussel- och plattformselement. Spelupplägget i God of War II liknar i mycket hög grad spelupplägget i originalspelet, men pusslen är förbättrade och det innehåller fyra gånger så många bossar.
God of War II har hyllats som ett av de bästa Playstation 2- och actionspelen genom tiderna, och tilldelades utmärkelsen "Årets Playstation-spel" vid Golden Joystick Awards. Under 2009 listades God of War II av IGN som det näst bästa Playstation 2-spelet genom tiderna, och både IGN och Gamespot betraktar det som Playstation 2-erans "svanesång". Tidskriften Complex kallade 2012 God of War II för det bästa Playstation 2-spelet genom tiderna. Det var det bäst säljande spelet i Storbritannien under den första veckan efter att det släpptes och det såldes i 4,24 miljoner exemplar världen över, vilket gör det till det fjortonde mest sålda Playstation 2-spelet genom tiderna. Tillsammans med God of War förbättrades och släpptes God of War II den 17 november 2009 som en del av God of War Collection till Playstation 3 (PS3). En romanversion av spelet publicerades i februari 2013.

## Spelupplägg

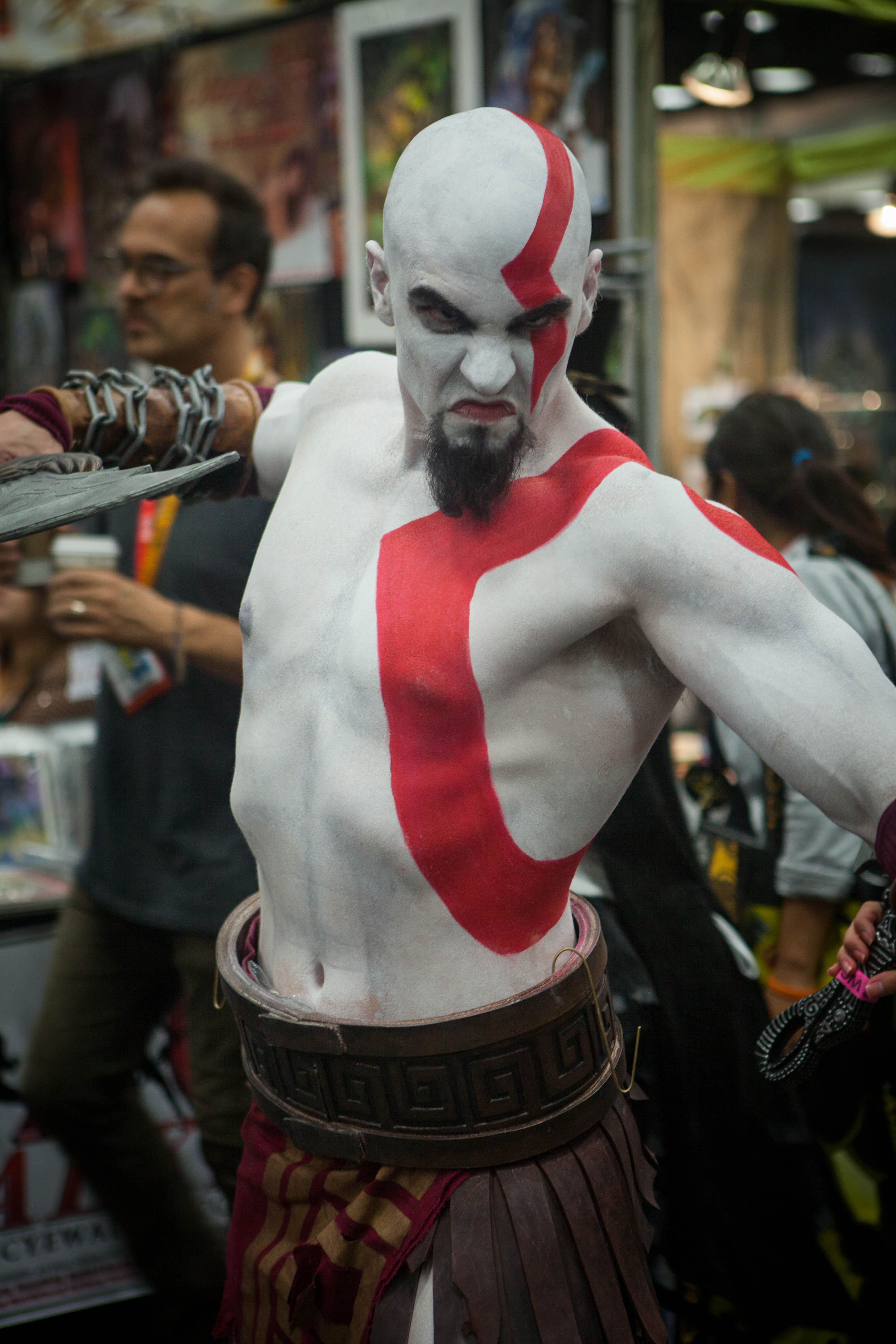
Cosplay av Kratos, spelets huvudperson.

God of War II är ett enspelarspel som spelas från ett tredjepersonsperspektiv sett från ett fast kameraperspektiv. Spelaren kontrollerar spelarfiguren Kratos genom inslag av kombinationsbaserade strider, plattformar och pusselspel och strider mot fiender som främst stammar från den grekiska mytologin, såsom harpyor, minotaurer, gorgoner, gripar, cykloper, kerberoser, sirener, satyrer och nymfer. Andra monster skapades specifikt för spelet, såsom odöda legionärer, korpar, odöda barbarer, beast lords (odjursherrar), rabiata hundar, vildsvin och Ödesgudinnornas armé, som innefattar sentries (vakter), guardians (väktare), juggernauts (vidunder) och high priests (överstepräster). Flera av kombinationsattackerna som används i God of War återkommer, och spelet har fler än dubbelt så många bosstrider och dessutom svårare pussel än det föregående spelet. Plattformsdelarna kräver att spelaren klättrar uppför väggar och stegar, hoppar över klyftor, gungar med rep och balanserar mellan balkar för att komma igenom delar av spelet. Det finns vissa pussel som är relativt enkla, såsom att flytta en låda så att spelaren kan använda den som ett hjälpmedel för att ta sig förbi ett hinder, medan andra pussel är mer komplicerade, såsom att hitta flera föremål i olika delar av spelet för att låsa upp en dörr.
Utöver de vanliga hälso-, magi- och erfarenhetspoängskistorna, som finns utplacerade över hela spelvärlden, kan spelaren även hitta tre uber-kistor. Två av dessa kistor ger ytterligare tillskott till hälso- respektive magimetrarna, och den tredje kistan innehåller ett överflöd av röda och guldfärgade glober. Flera urnor är också gömda i spelet (t.ex. Gaias urna), som efter att spelaren avslutat utmaningsläget låser upp speciella förmågor (t.ex. obegränsad mängd magi) som kan användas under bonusspel.

### Stridsmekanik
Kratos främsta vapen är ett par klingor vid namn Blades of Athena (Athenas klingor) som är knutna till kedjor som är lindade kring spelarfigurens handleder och underarmar. De kan svingas offensivt i olika manövrar. Under spelets gång förvärvar Kratos nya vapen, såsom Barbarian Hammer (Barbariska hammaren), Spear of Destiny (Ödets spjut) och med jämna mellanrum Blade of Olympus (Olympens klinga), vilka erbjuder valbara stridsalternativ. Kratos börjar spelet med Blades of Athena och den magiska förmågan Poseidon's Rage (Posidons raseri), men klingornas kraft avtar och spelarens magi avlägsnas efter en strid med Zeus. I likhet med det tidigare spelet, lär sig Kratos att använda upp till fyra magiska förmågor, såsom Typhon Bane (Tyfons bane) som fungerar som en pil och båge för att kunna döda avlägsna mål, vilket ger honom en mängd olika sätt att angripa och döda fiender. Andra nya magiska förmågor inkluderar Cronos' Rage (Kronos raseri), Head of Euryale (Euryales huvud) och Atlas Quake (Atlas skalv). Den speciella förmågan Rage of the Gods (Gudarnas raseri), som presenterades i det tidigare spelet, ersätts med Rage of the Titans (Titanernas raseri), och till skillnad från det tidigare spelet behöver inte Rage-mätaren – som möjliggör användning av förmågan – vara full för att förmågan ska kunna användas, och den kan slås av och på efter behag.
Kratos behåller reliken Poseidon's Trident (Poseidons treudd) från det tidigare spelet, och hittar nya reliker; Amulet of the Fates (Ödesgudinnornas amulett), Golden Fleece (Gyllene skinnet) och Icarus' Wings (Ikaros vingar), som var och en måste användas för att kunna klara vissa delar av spelet. Till exempel kan Amulet of the Fates sakta ner tiden, men detta påverkar inte Kratos och det kan användas för att lösa pussel som inte kan lösas i normal speltid. Amulet of the Fates har begränsad användning innan det måste laddas (vilket sker automatiskt och representeras av en mätare till Amulet of the Fates). Golden Fleece slår fientliga projektiler tillbaka mot fiender (som används för att lösa vissa pussel). Icarus' Wings gör att Kratos kan glida över stora klyftor som inte kan korsas med ett vanligt hopp.
Spelets utmaningsläge kallas för Challenge of the Titans (Titanernas utmaning), och kräver att spelare slutför en rad specifika uppgifter (t.ex. "Döda alla fiender utan att själv bli attackerad"). Som belöning kan spelaren låsa upp bonuskostymer till Kratos, bakom kulisser-videor och concept art av figurer och miljöer, samt använda spelets förmågor från den första genomspelningen genom att krossa urnor. Slutförande av varje svårighetsgrad låser upp ytterligare belöningar, liksom att samla in tjugo ögon från besegrade cykloper. Ett nytt spelläge, vid namn Arena of the Fates (Ödesgudinnornas arena), tillåter spelare att välja svårighetsgrad och sina egna motståndare för att förbättra sina färdigheter i spelet.

## Synopsis

### Miljö
Liksom i föregångaren God of War utspelar sig God of War II i en alternativ version av det antika Grekland, befolkad av de olympiska gudarna, titaner, hjältar och andra varelser i den grekiska mytologin. Med undantag för tillbakablickar utspelar sig händelserna mellan spelen Betrayal (2007) och God of War III (2010). Det finns flera platser att utforska, såsom en fiktiv version av den verkliga staden Rhodos, och flera fiktiva platser, inklusive en kort scen i Underworld (Underjorden), Lair of Typhon (Tyfons lya), Island of Creation (Skapelseön) och dess omgivande områden, Tartaros och en kort scen på Olympen.
Rhodos är en krigshärjad stad som blir stormad av krigsguden Kratos och hans spartanska armé. Dess siluett domineras av den massiva kolossen på Rhodos. Lair of Typhon, vilket ligger gömd i en okänd plats, är ett snötäckt berg som tjänar som ett fängelse för titanerna Tyfon och Prometheus. Island of Creation är en stor ö som ligger vid världens ände och där Ödesgudinnorna har sitt hem. På ön finns dödliga fällor, pussel och monster. I utkanten av ön står Steeds of Time (Tidens springare), och på själva ön ligger Lachesis och Atropos tempel, och Bog of the Forgotten (De förglömdas träsk), som gömmer gorgonen Euryale och är platsen där Jason av argonauterna hade sin sista strid. Bortom träsket ligger Lowlands (Lågländerna) och Great Chasm: en enorm klyfta som blockerar vägen till Palace of the Fates (Ödesgudinnornas slott). På klyftans sockel ligger Tartaros rike, där titanen Atlas står fängslad, som bestraffades med att hålla hela världen på sina axlar. Temple of the Fates (Ödesgudinnornas tempel) är också fyllt med fällor och monster, medan den sista striden utspelar sig på Olympen, gudarnas hem.

### Figurer
Huvudpersonen i spelet är Kratos (Terrence C. Carsons röst), en spartansk krigare som blev Greklands nye krigsgud efter att ha dödat Ares, den före detta krigsguden. Övriga figurer i spelet inkluderar Athena (Carole Ruggier), vishetens gudinna; Zeus (Corey Burton), gudarnas konung och spelets huvudantagonist; flera titaner – såsom Gaia (Linda Hunt), Atlas (Michael Clarke Duncan), Prometheus (Alan Oppenheimer), Tyfon (Fred Tatasciore) och Kronos (Lloyd Sherr) – hjältarna Theseus (Paul Eiding) och Perseus (Harry Hamlin); den sinnessjuka Ikaros (Bob Joles); gorgonen Euryale (Jennifer Martin); en odöd version av Barbarian King (Barbarernas kung) (Bob Joles); och Sisters of Fate (Ödesgudinnorna) – Lachesis (Leigh-Allyn Baker), Atropos (Debi Mae West) och Klotho (Susan Silo). Mindre figurer i spelet är en båtkapten (Keith Ferguson) och en lojal spartansk soldat (Josh Keaton; krediterad som Last Spartan (den siste spartanen)). Kratos fru Lysandra, deras dotter Calliope och titanen Rhea dyker upp i tillbakablickar. Gudarna Hades och Poseidon dyker upp i tillbakablickarna av det forna kriget mellan gudarna och titanerna, och i den sista filmsekvensen på Olympen ihop med Zeus, Helios och Hermes.

### Handling
Greklands krigsgud Kratos hemsöks av mardrömmar från sitt förflutna och ignoreras av de övriga gudarna på grund av hans destruktiva förfaranden. Kratos ignorerar Athenas varningar, och går med den spartanska armén i ett anfall mot Rhodos, under vilken en gigantisk örn plötsligt dyker upp, avlägsnar hans krafter och väcker Kolossen på Rhodos till liv. Medan Kratos strider mot statyn erbjuder Zeus honom Blade of Olympus för att besegra den, vilket kräver att Kratos ingjuter klingan med resten av hans gudomliga kraft. Trots att Kratos nu är en människa besegrar han Kolossen, men blir dödligt sårad. Örnen visar sig vara Zeus, som konstaterar att han var tvungen att ingripa då Athena vägrade att göra det. Zeus ger Kratos en sista chans till att vara lojal mot gudarna, men Kratos vägrar. Zeus dödar honom med klingan och utplånar den spartanska armén.
Kratos dras långsamt ner till underjorden, men blir räddad av titanen Gaia. Gaia berättar för Kratos att hon en gång uppfostrade den unge Zeus, som så småningom förrådde titanerna som hämnd för den grymhet som drabbat hans syskon av Zeus far Kronos. Hon ger Kratos i uppdrag att hitta Ödesgudinnorna, som kan förändra tiden, förhindra hans död och ge honom sin hämnd på Zeus. Med hjälp av Pegasos hittar Kratos Gaias bror Tyfons håla, som sitter fängslad under ett berg. Tyfon blir ursinnig och håller Pegasos fången, vilket tvingar Kratos att utforska området till fots. Kratos möter titanen Prometheus, som sitter kedjad i sin mänskliga form och torteras på Zeus direktiv för att ha gett elden till mänskligheten. Prometheus ber om att befrias från sin plåga, så Kratos konfronterar Tyfon och stjäl hans magiska pilbåge. Han förblindar den massiva titanen för att fly och använder den senare för att befria Prometheus, som faller ner i en brand och dör, och slutligen befrias från sin eviga tortyr. Förbränningen släpper lös titanernas kraft som Kratos absorberar, vilket han använder för att frigöra Pegasos och flyger senare till Island of Creation.
Strax innan Kratos kommer till ön hamnar han i en strid med Theseus och dödar honom, för att sedan uppväcka den gigantiska stenstatyn Steeds of Time – en gåva till ödesgudinnorna från Kronos i ett försök att ändra sitt eget öde – som ger Kratos tillgång till ön. Där konfronterar Kratos flera fiender, varav vissa som också letar efter ödesgudinnorna, inklusive en odöd gestalt av sin gamle fiende barbarkungen, gorgonen Euryale, Perseus och Ikaros. Han möter till sist den fängslade titanen Atlas, som först förargar sig på Kratos för att han tidigare fängslat honom till denna situation. Efter att Kratos förklarat sitt syfte, avslöjar Atlas att Gaia och de övriga titanerna också söker hämnd på Zeus för deras nederlag i det forna kriget mellan gudarna och titanerna. Atlas visar också att Blade of Olympus är nyckeln till att besegra Zeus och hjälper Kratos att komma till "Palace of the Fates".
Efter att Kratos kringgår fällor och besegrar fler fiender, inklusive Kraken, möter han en osynlig fiende, som visar sig vara en lojal spartansk soldat som också är på jakt efter gudinnorna. Innan han dör informerar soldaten Kratos om att Zeus har förintat Sparta under hans frånvaro. Kratos blir upprörd och motiveras till att befria en Fenix, och rider på varelsen till gudinnornas fäste. Där konfronterar han två av gudinnorna, Lachesis och Atropos. De vägrar hans begäran om att ändra tiden, och Kratos strider mot dem. Under striden försöker gudinnorna att förändra utfallet av Kratos tidigare strid med Ares, men Kratos dödar dem båda, och konfronterar senare den återstående systern, Klotho. Han dödar henne med hennes egna fällor och förvärvar "Loom of Fate" (Ödets vävstol), som han använder för att återvända till det ögonblick där Zeus förrådde honom.
Kratos överraskar Zeus, beslagtar Blade of Olympus och övermannar honom. Athena ingriper och bönfaller Kratos om att inte döda Zeus, då Olympen kommer att förintas ifall han gör det. Kratos ignorerar henne och försöker döda Zeus, men Athena offrar sig själv genom att spetsa sig själv med klingan, och ger Zeus tid att fly. Innan Athena dör avslöjar hon att Kratos är Zeus son, och att Zeus var rädd för att Kratos skulle störta honom, på samma sätt som Zeus hade störtat sin far Kronos. Kratos förklarar att gudarnas styre har kommit till ett slut, och reser sedan tillbaka i tiden och räddar titanerna just före deras nederlag i det forna kriget. Han återvänder med titanerna till nutiden, och gudarna tittar på när deras tidigare fiender bestiger Olympen. Kratos står på Gaias rygg och förklarar att han bringar Olympens förintelse, vilket bygger upp händelserna i God of War III.

## Utveckling
En uppföljare till God of War visades först i slutet av dess eftertexter, som konstaterade att "Kratos kommer att återvända". God of War II tillkännagavs officiellt på Game Developers Conference (GDC) 2006. God of Wars spelregissör David Jaffe avgick och blev Creative Director för uppföljaren. God of Wars chefsanimatör Cory Barlog påtog sig rollen som spelregissör. I en intervju med Computer and Video Games (CVG) i juni 2006, sade Barlog att medan han arbetade på manusets första utkast studerade han den grekiska mytologin. Han sade att mytologin är så stor att "den riktiga svårigheten är att plocka saker som verkligen passar in i berättelsen om Kratos och som samtidigt var lätt för publiken att svälja." Trots att han älskar tanken på att undervisa saker genom berättande (i det här fallet den grekiska mytologin) sade Barlog att "du får inte låta din berättelse fastna vid det." Han sade att i spelet skulle spelarna se "en större bild av Kratos roll inom den mytologiska världen." Han sade också att han gillade idén med en trilogi, men att det inte fanns planer "för tillfället."
Liksom i God of War utnyttjar spelet Santa Monicas spelmotor Kinetica. Senior combat designer Derek Daniels sade att för God of War II baserades de magiska attackerna på element (exempelvis luft och jord). Han sade att stridssystemet uppdaterades så att det flöt smidigt mellan attacker och växlandet mellan vapen och magi. Han sade att de arbetade för en liknande balans av problemlösning, utforskning och strider som fanns tillgängligt i det första spelet, och de använde element som fungerade bra i det spelet som en bas för den totala balansen. Till skillnad från God of War, där magi hade en liten roll, sade Daniels att till God of War II var deras mål att göra magin till en del av stridssystemet och göra det mer förfinat. Barlog sade att spelet skulle innehålla nya varelser och hjältar från mytologin och han ville sätta in fler bosstrider i det. Han sade att han kände att God of War är en enspelarupplevelse, och trots att ett flerspelarläge "skulle vara coolt", tilltalades inte han av att arbeta på det. På frågan om att göra ett God of War-spel till Playstation Portable (PSP), sade han att det "skulle vara riktigt häftigt", men att det inte var något som han hade tid att arbeta med och att det var Sonys beslut att göra ett PSP-spel.
I en intervju med IGN i februari 2007 sade Barlog att hans mål med God of War II var att det skulle fortsätta det tidigare spelets berättelse, expandera det med flera faktorer och att under spelets gång presentera fler episka spelögonblick i motsats till filmsekvenser. Han sade att det fanns många tillägg till spelet, men de skilde sig inte mycket från stilen i det tidigare spelet. Specifika händelser och storskaliga episka ögonblick omarbetades "så att varje strid du har verkligen känns episk och unik." Barlog antydde också att en annan uppföljare skulle göras; han sade, "Berättelsen har ännu inte fullbordats. Slutet har bara börjat."  Både Jaffe och Barlog sade att anledningen till att God of War II gjordes till Playstation 2 istället för till Playstation 3 – som släpptes fyra månader före God of War II – var att "det finns 100 miljoner människor där ute som kommer att kunna spela God of War II så snart det lanseras." Barlog försäkrade att spelet skulle vara spelbart på nyare plattformar, som hade Playstation 2-bakåtkompatibilitet. I en intervju med Senior Designer Todd Papy var det svårt för arbetslaget att skapa en uppföljare som skulle uppfylla fansens höga förväntningar, men att det var enklare att skapa rent innehåll till spelet. Han tillade att "Detta då vi hela tiden vetat exakt vad begränsningarna i vår spelmotor legat, samt vad fansen velat ha."
Fyra av röstskådespelarna från det föregående spelet återvände till att reprisera sina roller, inklusive Terrence C. Carson och Keith Ferguson, som gjorde rösterna till Kratos respektive båtkaptenen. Linda Hunt återvände som spelets berättare, som visade sig vara titanen Gaia, och Carole Ruggier kom tillbaka i sitt sista framträdande som figuren Athena. Både Paul Eiding, som hade gjort rösten till Zeus och gravgrävaren, och Fred Tatasciore, som hade gjort rösten till Poseidon, återvände, men repriserade inte sina roller, utan gav istället sina röster till figurerna Theseus respektive Tyfon. Corey Burton fick rollen som Zeus, och hade gjort rösten till figuren i den animerade disneyfilmen Hercules: Zero to hero från 1998 och i den efterföljande animerade serien Herkules. Berömda skådespelare såsom Michael Clarke Duncan och Leigh-Allyn Baker lånade ut sina röster till figurerna Atlas respektive Lachesis. Skådespelaren Harry Hamlin valdes ut för att ge rösten till figuren Perseus på grund av hans tidigare skildring av samma karaktär i långfilmen Gudarnas krig från 1981. Cam Clarke krediterades för rösten till figuren Herkules, men togs bort tidigt under spelet utveckling. Keythe Farley var röstregissör tillsammans med Kris Zimmerman och Gordon Hunt.

## Lansering
God of War II släpptes i Nordamerika den 13 mars 2007, i Europa den 27 april och den 3 maj i Australien. Det släpptes i Japan den 25 oktober av Capcom, under titeln  God of War II: Shūen no Jokyoku (ゴッド・オブ・ウォーII 終焉への序曲?). Den nordamerikanska versionen paketerades i dubbeldiskformat. Den första skivan innehåller spelet, och den andra skivan är tillägnad spelets utveckling, inklusive en dagbok av spelets produktion. Den europeiska/australiska PAL-versionen släpptes som två olika utgåvor: en standardutgåva med en skiva och en "Special Edition" med dubbla skivor med olika fodralomslag och en bonus-DVD.  Den 6 april 2008 blev det tillgängligt i Playstation 2's lista över Greatest Hits.
Vid spelets lansering hade God of War II en kommersiell framgång på flera marknader. I Nordamerika sålde spelet i 833 209 exemplar i slutet av mars 2007, vilket var dubbelt så många exemplar som Tom Clancy's Ghost Recon Advanced Warfighter 2, det näst mest sålda spelet. Det var det mest sålda spelet i Storbritannien under den första veckan på marknaden. Det sålde över en miljon exemplar under de första tre månaderna efter utgivningen, och i juni 2012 rapporterade Sony att det hade sålt mer än 4,24 miljoner exemplar världen över.
Spelet och dess föregångare, God of War, släpptes i Nordamerika den 17 november 2009 som en del av God of War Collection, med remastrade portningar av båda spelen till Playstation 3, med förbättrad grafik och stöd för Playstation 3 Trophies. Det släpptes i Japan den 18 mars 2010, i Australien den 29 april och i Storbritannien den 30 april. "God of War II Bonus Materials" – som innehöll material som fanns med i den andra skivan av den ursprungliga nordamerikanska Playstation 2-utgåvan - ingick i butiksutgåvorna av samlingen. God of War Collection släpptes som en digital nedladdning på Playstation Store den 2 november 2010 och var den första produkten som innehåller Playstation 2-mjukvara tillgängligt via nedladdning. Playstation Plus-prenumeranter kan ladda ner en provversion av God of War och God of War II. Bonusmaterialet ingår dock inte i den digitala nedladdningsbara versionen. En Playstation Vita-version av God of War Collection släpptes den 6 maj 2014. I juni 2012 hade God of War Collection sålt mer än 2,4 miljoner exemplar världen över. Den 28 augusti 2012 ingick God of War Collection, God of War III och God of War: Origins Collection i God of War Saga under Sonys sortiment av Playstation-samlingar till Playstation 3 i Nordamerika.

### Marknadsföring
En demoskiva av God of War II gjordes tillgänglig för alla kunder som förbeställt spelet, i syfte att uppmuntra spelare just att förhandsboka spelet. Den 1 mars 2007 ordnade Sony ett medieevent som innehöll lättklädda kvinnor och en död get i Aten som en del av spelets marknadsföringskampanj. Följande månad fick Daily Mail kännedom om händelsen via brittiska Official Playstation Magazine; de kallade händelsen för ett "ruttet PR-trick" och rapporterade att parlamentsledamoten Keith Vaz sagt att han hade förståelse för om händelsen skulle resultera i en bojkott av Sonys produkter. Sony besvarade anklagelserna genom att hävda att artikeln innehöll flera felaktigheter och överdrifter, men bad om ursäkt för själva händelsen.

## Mottagande
| Mottagande        | Mottagande               |
| Samlingsbetyg     | Samlingsbetyg            |
| Tjänst            | Betyg                    |
| ----------------- | ------------------------ |
| Gamerankings      | 92.68 % (76 recensioner) |
| Metacritic        | 93/100 (70 recensioner)  |
| Moby Games        | 93/100 (100 recensioner) |
| Recensionsbetyg   |                          |
| Publikation       | Betyg                    |
| 1UP.com           | A                        |
| Eurogamer         | [ 65 ]                   |
| Gamespot          | [ 66 ]                   |
| Gametrailers      | [ 67 ]                   |
| Gamereactor       | [ 68 ]                   |
| Gamezone          | [ 69 ]                   |
| IGN               | [ 17 ]                   |
| Videogamer.com    | [ 70 ]                   |
| FZ                | [ 71 ]                   |
| Svenska dagbladet | 5/6                      |

God of War II fick ett positivt mottagande av recensenterna, och flera ansåg det vara ett av de bästa actionspelen till Playstation 2. Det fick ett genomsnittsbetyg på 92,79 % av Gamerankings och 93 av 100 av Metacritic och Moby Games. Det har fått beröm för berättelsen och de grafiska och spelmekaniska förbättringarna jämfört med dess föregångare. Chris Roper från IGN sade att God of War II var "en av datorspelvärldens mest intensiva och engagerande upplevelser som finns tillgängligt." Han sade att det "praktiskt taget saknar" de smärre bristerna i det ursprungliga spelet, och hänvisade till ett exempel där spelarna snabbt kan navigera vid väggklättring, såsom att kunna glida nerför väggar. Vidare lovordade han spelupplägget och kallade det för en av de mest "polerade och raffinerade upplevelserna... i spel." Även om han sade att stridsmekaniken praktiskt taget var  identiskt med det ursprungliga spelet, hade han inga klagomål, och konstaterade att det var "av goda skäl då det redan var perfekt från första början." Magdalena Larsson från FZ kallade God of War II för "det bästa hack 'n slash-liret som gjorts till PS2 - någonsin!", och David Regnfors från Gamereactor kallade det för "spektakulärt obönhörlig, våldsglorifierande action i sin renaste, vackraste och allra mest underhållande form."
Kristan Reed från Eurogamer sade att "God of War II innehåller en av de mest tillfredsställande och finslipade speldesigner som vi någonsin skådat." Han sade att det inte skulle överväldiga spelare och att det motiverar dem att förbättra sina färdigheter. Han sade att balansen "alltid känns perfekt" och "inlärningskurvan är korrekt", och tillade att de magiska attackerna var mer användbara än i God of War. Han sade också att God of War II:s spelupplägg, liksom i originalspelet, "finner en behaglig medelväg" mellan erfarna och oerfarna spelare. Alex Navarro från Gamespot lovordade spelets tempo och pusselelement, och sade att "storleken på några av nivåerna är helt enorma." Han sade också att berättelsen var intressant eftersom det handlar mer om vad som händer runt Kratos, än vad som händer med honom. Matt Leone från 1UP.com sade att den starkaste aspekten "är hur det utmärker sig både som en berättelse och som ett actionspel", och att det var berättelsen som "tillåter spelet att känna sig som en riktig uppföljare." Roper berömde nivåernas omfattning, liksom miljövariationen i jämförelse med det ursprungliga spelet, och sade att grafiken var "återigen helt enastående."
Reed berömde spelets detaljmängd och sade att "under inget skede fick vi ens se ett tecken på ett bildruteproblem eller V-synkroniseringsbuggar." Han sade även att grafiken blir skarpare när man spelar spelet på Playstation 3. Navarro sade att både ljudet och grafiken var "utmärkta" och den tekniska grafiken var imponerande för Playstation 2. Gametrailers sade att när det kommer till grafik, "finns det inte så många Playstation 2-spel som är i samma liga som God of War II." Gamezone sade att spelet var "otroligt vackert", trots att det led av clipping-problem. Regnfors sade att spelets grafik var fullständigt makalös, och att det innehöll "gigantiskt storslagna miljöer, läcker ljussättning och utsökt modell- och animationsarbete på såväl Kratos som hans fiender", men att det "slarvats lite med fotot i mellansekvenserna och någon textur känns lite för kliniskt ren för sitt eget bästa."
Roper sade att det fanns vissa pussel i spelet "som verkade lite grova runt kanterna och vars någorlunda enkla lösning led av dess ofullständiga implementering." Han kritiserade också svårigheten med att låsa upp en del av bonusmaterialet, då vissa krav är "smärtande svåra för de flesta." Reed sade däremot att om spelarna kunde hitta några brister, skulle dessa baseras på deras "personliga smak", men han sade att oavsett förfining, "kan du aldrig riktigt replikera originalspelets wow-faktor, trots att det blev ett bättre spel." Navarro sade att striderna ibland var "alltför enkla... och som fortfarande innebär knappmosning" och sade att det var "lite av en besvikelse" att man inte utvecklade stridssystemet. Han kritiserade cliffhanger-slutet och sade att vissa av bonusutmaningarna "inte är så bra." Gametrailers kritiserade spelets osynliga väggar, och konstaterade att "Det finns platser som du ska kunna gå till, men som du helt enkelt inte kan." De citerade också navigeringen i spelet som bristfällig. Leone sade att hans "enda riktiga" besvikelse var att han inte kände att spelet utvecklade spelserien.

### Utmärkelser
Både IGN och Gamespot övervägde att benämna God of War II som Playstation 2-erans "svanesång". År 2007 tilldelades spelet utmärkelsen "Årets Playstation-spel" vid det 25:e årliga Golden Joystick Awards, och UGO Networks gav det "Årets PS2-spel". Vid Spice Video Game Awards 2007 var spelet en kandidat till utmärkelserna "Bästa actionspel" och "Bästa musik". Vid British Academy of Film and Television Arts (BAFTA) Video Game Awards 2007 fick God of War II utmärkelserna "Berättelse och figurer" och "Tekniska framsteg", och nominerades till utmärkelserna "Action och äventyr", "Musik" och "Användning av ljud". Under 2009 kallade IGN God of War II för det näst bästa Playstation 2-spelet genom tiderna, fem platser före sin föregångare. I november 2012 kallades spelet av tidskriften Complex för det bästa Playstation 2-spelet genom tiderna, där God of War utsågs till det elfte bästa spelet och ansåg även att det var bättre än dess uppföljare, God of War III.

## Övriga medier

### Musik
God of War II: Soundtrack from the Video Game, komponerat av Gerard K. Marino, Ron Fish, Mike Reagan och Cris Velasco, släpptes på CD av Sony Computer Entertainment den 10 april 2007. Dave Valentine från Square Enix Music Online gav soundtracket en 8 av 10, och sade att det har ett brett utbud av illavarslande orkesterstycken, och varje kompositörs bidrag verkar låta något mer distinkt än i det föregående spelet. Spence D. från IGN skrev att musiken "är en imponerande orkesterprestation inom den ständigt växande och ständigt föränderliga datorspelskompositions arena", men att det syftade mer mot God of War II:s spelupplevelse, snarare än att vara en fristående musikalisk upplevelse. Vid Spike Video Game Awards 2007 nominerades soundtracket till utmärkelsen "Bästa musik". I mars 2010 släpptes soundtracket som nedladdningsbart innehåll som en del av God of War Trilogy Soundtrack i God of War III Ultimate Edition.
| 1.           | Main Titles                      | 2:59  |
| 2.           | The Glory of Sparta              | 3:10  |
| 3.           | The Way of the Gods              | 2:13  |
| 4.           | Colossus of Rhodes               | 2:22  |
| 5.           | The Bathhouse                    | 2:02  |
| 6.           | Death of Kratos                  | 4:12  |
| 7.           | The End Begins                   | 1:57  |
| 8.           | Typhon Mountain                  | 3:14  |
| 9.           | Waking the Sleeping Giant        | 1:49  |
| 10.          | Battle for the Skies             | 2:12  |
| 11.          | Exploring the Isle               | 2:19  |
| 12.          | The Isle of Creation             | 3:20  |
| 13.          | The Summit of Sacrifice          | 2:35  |
| 14.          | An Audience with Cronos          | 2:07  |
| 15.          | The Barbarian King Returns       | 2:00  |
| 16.          | Bog of Lost Souls                | 2:19  |
| 17.          | Battle in the Bog                | 2:00  |
| 18.          | Crossing the Lowlands            | 2:07  |
| 19.          | Atlas                            | 3:37  |
| 20.          | Palace of the Fates              | 2:46  |
| 21.          | Phoenix Rising                   | 2:16  |
| 22.          | Ashen Spire                      | 1:06  |
| 23.          | Athena                           | 0:56  |
| 24.          | The Battle for Olympus           | 3:11  |
| 25.          | Junkie XL Colossus Remix         | 4:24  |
| 26.          | Blood of Destiny                 | 2:43  |
| 27.          | God-Like                         | 2:14  |
| 28.          | Atlas Remembers (Bonus Track)    | 4:11  |
| 29.          | Kratos and Atropos (Bonus Track) | 1:33  |
| 30.          | Pursuing Destiny (Bonus Track)   | 3:36  |
| 31.          | Theme Of Fates (Bonus Track)     | 2:11  |
| Total längd: | Total längd:                     | 66:41 |

### Roman
En romanversion av spelet, med titeln God of War II, tillkännagavs i juli 2009, ihop med en romanversion av det ursprungliga God of War-spelet. Den skrevs av Robert E. Vardeman och publicerades den 12 februari 2013 av Del Rey Books i Nordamerika, och den 19 februari 2013 i Europa av Titan Books. Den finns i pocket, Kindle och ljudformat.